# Club de Básquetbol Huracanes de Tampico
Gli Huracanes de Tampico sono una società cestistica con sede a Tampico, in Messico. Fondati nel 2009, gioca nella Liga Nacional de Baloncesto Profesional.
Disputano le partite interne nel Expo Tampico, che ha una capacità di 3.200 spettatori.